# Tragedy of Mine
Tragedy of Mine ist eine deutsche Melodic-Death-Metal-Band aus Osnabrück, die 2011 von Gitarrist Victor Vu ins Leben gerufen wurde.

## Geschichte
Die Band wurde im August 2011 von Victor Vu zusammen mit Marcel Hoth gegründet. Mit Fabian Luersen als Schlagzeuger und Philipp Petter als Sänger fand sich die Band mehr zusammen. Nachdem Fabian Luersen die Band verlassen hatte, wurde Marius Luersen im Jahr 2013 der neue Schlagzeuger. Zudem stieg Steffen Niemann als Bassist ein. Auch Sänger Philipp Petter verließ nach der Zeit die Band und somit wurde nach einem neuen Sänger gesucht. Ende 2015 fand man Steffen Bunke als neuen Sänger und schon im September 2016 veröffentlichte die Band ihre erste EP The Beginnings.
Die Band unterschrieb ein Plattenvertrag bei Out of Line und veröffentlichte am 27. April 2018 ihre erste Single Warriors' Curse. Paar Monate später folgte die zweite Single Built to Resist, wo unter anderem Björn Strid von der Band Soilwork als Gastsänger zuhören ist. Das dazugehörige Musikvideo wurde von Sänger Neill Freiwald produziert. Zu den größten Erfolgen der Band zählte der Auftritt auf dem Summer Breeze Open Air, wo sie ihr Debütalbum Tenebris vorstellen durften, welches am 17. August 2018 erschienen ist.
Für die mexikanische Electro-Industrial-Band Hocico, welche auch bei Out of Line Records unter Vertrag stehen, wurde am 17. Mai 2019 eine Remixversion des Songs Cross the Line veröffentlicht, an dem Tragedy of Mine mitwirkte. Im Januar 2020 traten Tragedy of Mine als Support-Act für die finnische Post-Hardcore-Band Blind Channel, bei den in Deutschland stattfindenden Terminen ihrer Tour mit Amaranthe, auf. Neben den Veröffentlichungen der drei Singles Evolution, Hollow und Sacrifice im Jahr 2021, erschien am 25. Februar 2022 ihr zweites Album Aeon.

## Musikstil
Musikalisch spielen Tragedy of Mine eine moderne Variante des Melodic Death Metal. Vereinzelt findet man aber auch Elemente des Metalcore wieder. Als Einflüsse werden Bands wie In Flames, As I Lay Dying, Arch Enemy, Lamb of God und Trivium genannt.

## Diskografie

### Alben
- 2018: Tenebris
- 2022: Aeon

### EPs
- 2016: The Beginning

### Singles
- 2018: Warriors' Curse